# Baritenor
Baritenor é uma mistura das palavras "barítono" e "tenor". Ele é usado para descrever tanto vozes tenor e barítono. No Novo Dicionário Internacional de Webster define-se como "uma voz de barítono com alguma gama tenor".  No entanto, o termo foi definido por vários no final do século XIX e dicionários de música do século XX, como The American History and Encyclopedia of Music, como "uma baixa voz de tenor, quase barítono".

## Na Ópera

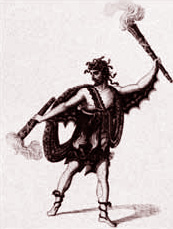
Baritenor Andrea Nozzari como Poliflegante em Il sogno di Partenope, de Mayr.

Baritenor (ou em sua forma italiana, baritenore) ainda hoje é usado para descrever um tipo de tenor  voz que teve especial destaque nas óperas de Rossini.  É caracterizada por uma voz escura, pesada, com uma oitava inferior e um toque superior, mas com agilidade suficiente para cantar coloratura. Rossini utilizado este tipo de voz para retratar nobres (e geralmente mais velhos), personagens, muitas vezes em contraste com as vozes mais altas, mais leves da tenor contraltino  que era interpretado por jovens, amantes impetuosos. Um exemplo desse contraste pode ser encontrado em seu Otello (1816), onde o papel de Otello foi escrito por um baritenore (Andrea Nozzari), enquanto o papel de Rodrigo, seu jovem rival pelo afeto de Desdemona, foi escrito para um tenore contraltino (Giovanni David). Nozzari e David trabalharam novamente com Rossini em Ricciardo e Zoraide (1818), com um contraste semelhante entre os personagens: Nozzari cantou o papel de Agorante, rei da Núbia, enquanto David interpretou o cavaleiro cristão, Ricciardo.
O musicólogo italiano, Rodolfo Celletti (f. 2004), propôs que o baritenor rossiniano não era novidade para a ópera. De acordo com Celletti, as vozes de tenor usado para papéis principais nas primeiras óperas barrocas, como Euridice (1600) e  Il ritorno d'Ulisse in patria (1640) foram essencialmente "baritenor" aqueles com uma gama comum para ambos as vozes de barítono e tenor . Em seu livro de 2009, Tenor: History of the Boice, John Potter refere-se a este tipo de voz como "tenor-baixo" e observa que vários cantores virtuosos do século XVII que foram descritos como "tenores" por seus contemporâneos também poderiam cantar no baixo registo: Giulio Caccini, Giuseppino Cenci, Giovanni Domenico Puliaschi e Francesco Rasi. Rasi interpretou a Ópera L'Orfeo (1607), que, nos tempos modernos tem sido cantada por tenores como Anthony Rolfe Johnson , bem como por barítonos líricos, como Simon Keenlyside. Com base em suas descrições Vincenzo Giustiniani em sopra la musica (1628 ), Potter sugeriu que cantores como Caccini, Cenci, Puliaschi e Rasi, empregou um "som de voz semelhante aberto" que facilitou a agilidade e a clareza de expressão tornando suas vozes  famosos.

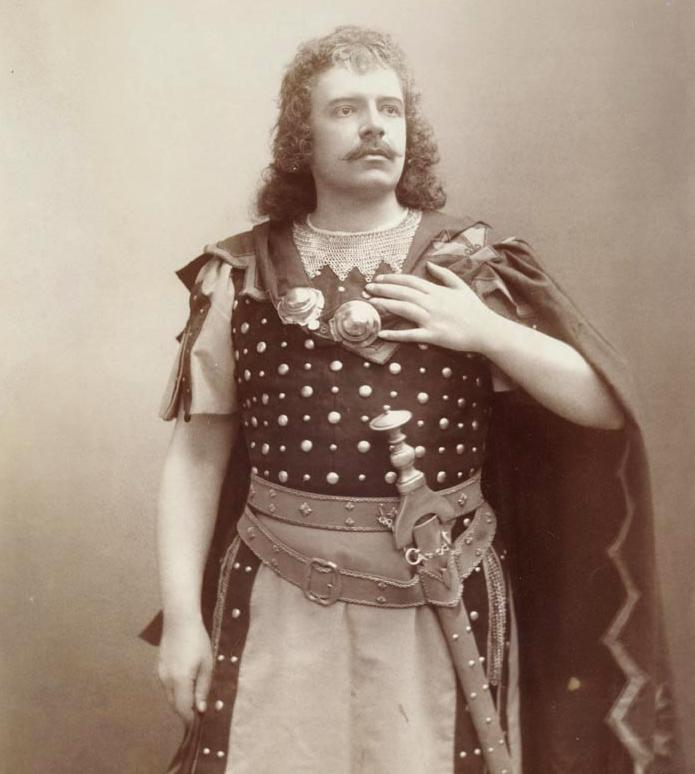
Tenor Jean de Reszke que originalmente treinou como barítono.

Com a ascensão do cantor castrati na ópera italiana, a voz baritenor passou a ser visto como "normal" ou até mesmo "vulgar" e foi relegado para retratar papéis do caráter: vilões, grotescos, velhos e até mesmo as mulheres.  Embora houve exceções, como Dario em L'incoronazione di Dario (criados para o tenor Annibale Pio Fabri), os principais papéis masculinos (e especialmente a do héroi romântico) em óperas italianas da época barroca foram em grande parte, escrito para as vozes altas e exóticas do castrati. Na ópera francesa do mesmo período, a voz baritenor, chamado de taille (ou haute-taille) antes do termo Tenor entrou em uso geral, foi pouco utilizado para importantes partes solo, embora mais frequentemente do que na ópera italiana. Por causa da antipatia geral para a voz castrati na França, os papéis de amante jovens foram atribuídos às altas vozes masculinas de Haute-contre. Hoje, os papéis Taille são mais freqüentemente realizados por barítonos.

## Pedagogia Vocal
Pedagogos vocais como Richard Miller usam o termo para se referir a uma categoria de voz comum entre jovens cantores cuja (alcance vocal mais confortável) tessitura se situa entre a de um barítono e de um tenor e cuja zona de passagem situa-se entre C4 e F4. Tais cantores podem evoluir, naturalmente ou através da formação, em barítonos elevados, adequados para papéis de ópera, como Pelléas em Pelléas et Mélisande. Em alternativa, podem evoluir para tenor spinto, apropriada para papéis de personagens como Pedrillo em Die Entführung aus dem Serail ou em heldentenores que cantam papéis principais, como Siegmund em Die Walküre ou Florestan em Fidelio. Em ambos os tipos de papéis de tenor as notas mais altas da escala de tenor raramente são necessários, e a voz geralmente tem um peso baritonal nas notas mais baixas. Vários tenores famosos que cantaram o repertório de tenor dramático e heldentenor originalmente começaram a sua carreira como barítonos, incluindo Jean de Reszke, Giovanni Zenatello, Renato Zanelli, Lauritz Melchior, Erik Schmedes, e Plácido Domingo, no final de sua carreira, Domingo voltou ao repertório barítono quando ele cantou o papel-título de Simon Boccanegra. O auto-descrito como "um bastardo bari-tenor", Walter Slezak, (filho do tenor Leo Slezak), foi principalmente um ator de cinema e teatro, mas ele também cantou papéis de tenor em musicais e operetas e apareceu no Metropolitan Opera em 1959 como Zsupán em o Der Zigeunerbaron.